# Swanscombe
Swanscombe – miasteczko w Anglii, w hrabstwie Kent, w dystrykcie Dartford. Leży 26 km na północny zachód od miasta Maidstone i 31 km na wschód od centrum Londynu. W 2015 miejscowość liczyła 8050 mieszkańców.